# 1967 في إيران
فيما يلي قوائم الأحداث التي وقعت خلال عام 1967 في إيران.

## ظهور
- 1 يناير – آيندجان

## مواليد

### يناير
- 1 يناير – بارفين أردلان
- 1 يناير – حسين شهابي[1]

### أبريل
- 1 أبريل – حميد إستيلي لاعب كرة قدم إيراني.[2]
- 7 أبريل – مهران مديري

### مايو
- 13 مايو – مجيد نامجو مطلق لاعب كرة قدم إيراني.

### يونيو
- 8 يونيو – ياسمين الطباطبائي[3]

### نوفمبر
- 17 نوفمبر – دنيا فني زاده محركة دمى إيرانية.

## وفيات

### فبراير
- 13 فبراير – فروغ فرخزاد (مواليد 1935) شاعرة إيرانية.[4]

### مارس
- 5 مارس – محمد مصدق (مواليد 1882)[5]

### أغسطس
- 31 أغسطس – صمد بهرنجي (مواليد 1939)